# Jean-Marc Delporte
Jean-Marc Delporte (Ukkel, 21 december 1953) is een voormalig Belgisch topambtenaar.

## Levensloop
Jean-Marc Delporte studeerde economische wetenschappen aan de Université libre de Bruxelles (1975), behaalde het diploma van geaggregeerde hoger middelbaar onderwijs aan het HEC Saint-Louis in Brussel (1978) en voltooide een cursus overheidsfinanciën aan het IMF in Washington.
Hij begon zijn carrière in 1979 als adjunct-inspecteur Belastingen bij het ministerie van Financiën. Later werd hij adviseur en adviseur-generaal Financiën op de Studie- en Documentatiedienst van het ministerie. In 1995 werd hij adjunct-administrateur-generaal Belastingen, verantwoordelijk voor de Juridische Dienst, de buitenlandse betrekkingen m.b.t. alle belastingen behalve douane en accijnzen, en de coördinatie van de strijd tegen fiscale fraude. In 2003 werd Delporte administrateur-generaal Belastingen, hoofd van alle fiscale besturen, Douane en Accijnzen, in 2009 werd hij andermaal adjunct-administrateur-generaal Belastingen, verantwoordelijk voor de Juridische Dienst, de buitenlandse betrekkingen m.b.t. alle belastingen behalve douane en accijnzen en in 2012 werd hij voorzitter van het directiecomité van de Federale Overheidsdienst Economie, K.M.O., Middenstand en Energie, een functie die hij tot 2018 uitoefende.
Delporte is van PS-signatuur. Van 1988 tot 1989 was hij adjunct-kabinetschef van vicepremier en minister van Institutionele Hervormingen Philippe Moureaux en van 1989 tot 1995 voorzitter van de Controledienst voor de Verzekeringen. Van 1988 tot 2002 was hij vicevoorzitter van de raad van bestuur van de Nationale Loterij, waar hij in 2002 voorzitter werd en in 2008 Edmée De Groeve hem opvolgde.
Van 1980 tot 2012 was hij hoogleraar aan de ULB, waar hij onder meer administratieve regelgeving inzake verzekeringen doceerde en European Financial Institutions Insurance aan de Solvay Business School. Ook doceerde hij aan de National University of Hanoi in Vietnam.
Verder is of was hij:
- secretaris van de Koninklijke Commissie tot Harmonisering en Vereenvoudiging van de Fiscaliteit (1986-1987)
- lid van de Commissie voor Boekhoudkundige Normen (1999-2005)
- lid van de beheerscommissie van het Koninklijk Museum van het Leger en de Krijgsgeschiedenis (2006-2017)
- aangewezen voor een opdracht om internationaal "goede praktijken" te analyseren in het kader van de reorganisatie van de fiscale administratie (2009-2010)
- voorzitter van de Intra-European Organisation of Tax Administrations (IOTA) in Boedapest (2009-2010)
- expert bij het departement Fiscal Affairs (directe belastingen) van het Internationaal Monetair Fonds met missies naar Senegal, Algerije en Sao Tomé en Principe (2009-2010)
- regeringscommissaris bij de Centrale Raad voor het Bedrijfsleven (2012)
- voorzitter van het Instituut voor de Nationale Rekeningen (2012-2018)
- voorzitter van de Hoge Raad voor Economische Beroepen (sinds 2014)
- vicevoorzitter (2014) en voorzitter (2015-2017) van het College van voorzitters van de Federale Overheidsdiensten
- bestuurder van het Observatorium Krediet en Schuldenlast (sinds 2015)
- bestuurder van de vzw Cyber Security Coalition (2016-2021)
- bestuurder van het Belgisch Instituut voor Openbare Financiën (sinds 2016)
- bestuurder van voetbalclub Oud-Heverlee Leuven (sinds 2016)
- bestuurder van Edificio (sinds 2021)

- Gemeinsame Normdatei: 170369838
- Library of Congress Control Number: no95010923
- Virtual International Authority File: 14351799